# Follow the Red Line: Live at the Village Vanguard
Pour les articles homonymes, voir Live at the Village Vanguard.
Follow the Red Line : Live at the Village Vanguard est un album, sorti le 28 août 2007, du quartet Chris Potter's Underground dirigé par le saxophoniste Chris Potter.
Tous les morceaux sont des compositions de Chris Potter, à l'exception de Togo qui a été composé par Ed Blackwell.

## Titres
1. Train - 15:58
2. Arjuna - 14:41
3. Pop Tune #1 - 11:55
4. Viva Las Vinius - 12:58
5. Zea - 6:52
6. Togo - 12:55

## Musiciens
- Chris Potter : saxophone ténor.
- Adam Rodgers : guitare électrique.
- Craig Taborn : Fender Rhodes.
- Nate Smith : batterie.